# Llei Sáenz Peña
La Llei Sáenz Peña és el nom pel qual es coneix a la Llei 8.871, sancionada pel Congrés de la Nació Argentina el 10 de febrer de 1912, que va establir el vot secret i obligatori per als ciutadans argentins homes, nadius o naturalitzats, majors de 18 anys, habitants de la nació i que estiguessin inscrits en el padró electoral que es confeccionava amb les dades provinents del servei militar obligatori.
Aquesta llei deu el seu nom al seu impulsor, el president Roque Sáenz Peña, membre de l'ala modernista del Partit Autonomista Nacional. Va ser coautor de la mateixa el polític catòlic Indalecio Gómez.
Aquesta llei adoptava l'esperit d'universalitzar el vot i no prohibia el vot de la dona, sent això molt avançat per a l'època; de fet la primera dona a votar a l'Argentina va ser la Dra. Julieta Lanteri, qui va votar el 26 de novembre de 1911, però, posteriorment es va sancionar a la ciutat de Buenos Aires una ordenança que definia l'ús del padró del servei militar obligatori com a padró electoral, així es va demorar l'ingrés al padró per part de les dones fins al 1947, amb la Llei del sufragi femení. Altres persones que eren considerades incapaces d'exercir el dret van ser els dements declarats en judici i els sordmuts que no podien expressar-se per escrit. Pel seu estat i condició es trobaven impossibilitats de votar els religiosos, els soldats i els detinguts per jutge competent. Per causes d'indignitat, no podien sufragar els reincidents condemnats per delictes contra la propietat, els penats per fals testimoni i per delictes electorals (durant cinc anys després de complerta la condemna).
Les juntes escrutadores de vots eren les encarregades del recompte de les votacions, reunint-se a la Cambra de Diputats de la Nació Argentina o en la Legislatura, constituint aquestes juntes a cada capital de província, integrada pel president de la Cambra Federal d'Apel·lacions, el jutge federal i el president de Superior Tribunal de Justícia de la Província. A la capital de la república la va integrar el President de la Cambra Civil.
La primera aplicació de la llei va ser a l'abril de 1912, a Santa Fe i Buenos Aires. Les primeres eleccions presidencials realitzades sota el sistema de la llei van ocórrer en 1916, quatre anys després de la seva sanció, i van resultar el triomf del candidat per la Unió Cívica Radical (UCR), Hipólito Yrigoyen, la principal força opositora al Partit Autonomista Nacional (PAN), que fins llavors no havia accedit a el poder.

## Context històric
El 1902 es va produir a la República Argentina una divisió en el governant Partit Autonomista Nacional al voltant de la successió del dues vegades president Julio Argentino Roca. La «junta de notables» instaurada des de 1889 com filtre no formal de selecció del candidat presidencial del partit dominant, es va fracturar al voltant de la decisió de Roca d'impulsar a l'advocat Manuel Quintana i a el compromís de postular a l'expresident Carlos Pellegrini en l'elecció.
Allà van néixer dues expressions polítiques dins de la ideologia conservadora: els «autonomistes nacionals» (o «roquistes»), amb la seva política intransigent de mantenir l'antic règim electoral, i els «autonomistes» (o «telegrafistes»), sectors escindits del PAN, influïts per les revolucions radicals, els atemptats anarquistes i les vagues obreres. Una de les majors preocupacions dels «telegrafistes» era transpolar les protestes dels carrers al Congrés de la Nació Argentina donant cabuda política als nous actors socials. Per a això es feia necessari donar espais de representació al principal partit opositor, la Unió Cívica Radical (UCR), però també al moderat Partit Socialista. D'aquesta manera, es debilitaria a les dues grans forces socials emergents de l'època: l'obrerisme i l'anarquisme.
La mort de el president Quintana i l'assumpció de l'exjurista José Figueroa Alcorta, de mica en mica va produir un desequilibri polític en favor dels «autonomistes» que, tot i la mort de Carlos Pellegrini, el 17 de juliol de 1900, van imposar al seu candidat en l'ambaixador Roque Sáenz Peña. Aquest va ser l'impulsor d'un nou sistema de sufragi a l'Argentina a partir de la Llei Nacional 8.871.

## El sufragi«universal»
Al llarg de la història de la política, el primer problema que es va plantejar pel que fa al sufragi és el de la seva extensió. És a dir, si ha de ser universal (com dret a participar en l'elecció dels elencs de govern que pertany a tots els habitants d'una comunitat), o si ha de ser restringit (en el qual, certs individus han de ser privats d'aquest dret per raó de sexe, lloc de naixement, lloc de residència (província o territori nacional), deficiències físiques i mentals, nivell d'instrucció, fortuna, relació de dependència (religiosa, militar, servitud), ètnia, edat i moralitat).

### Antecedents històrics: les Províncies del Riu de la Plata

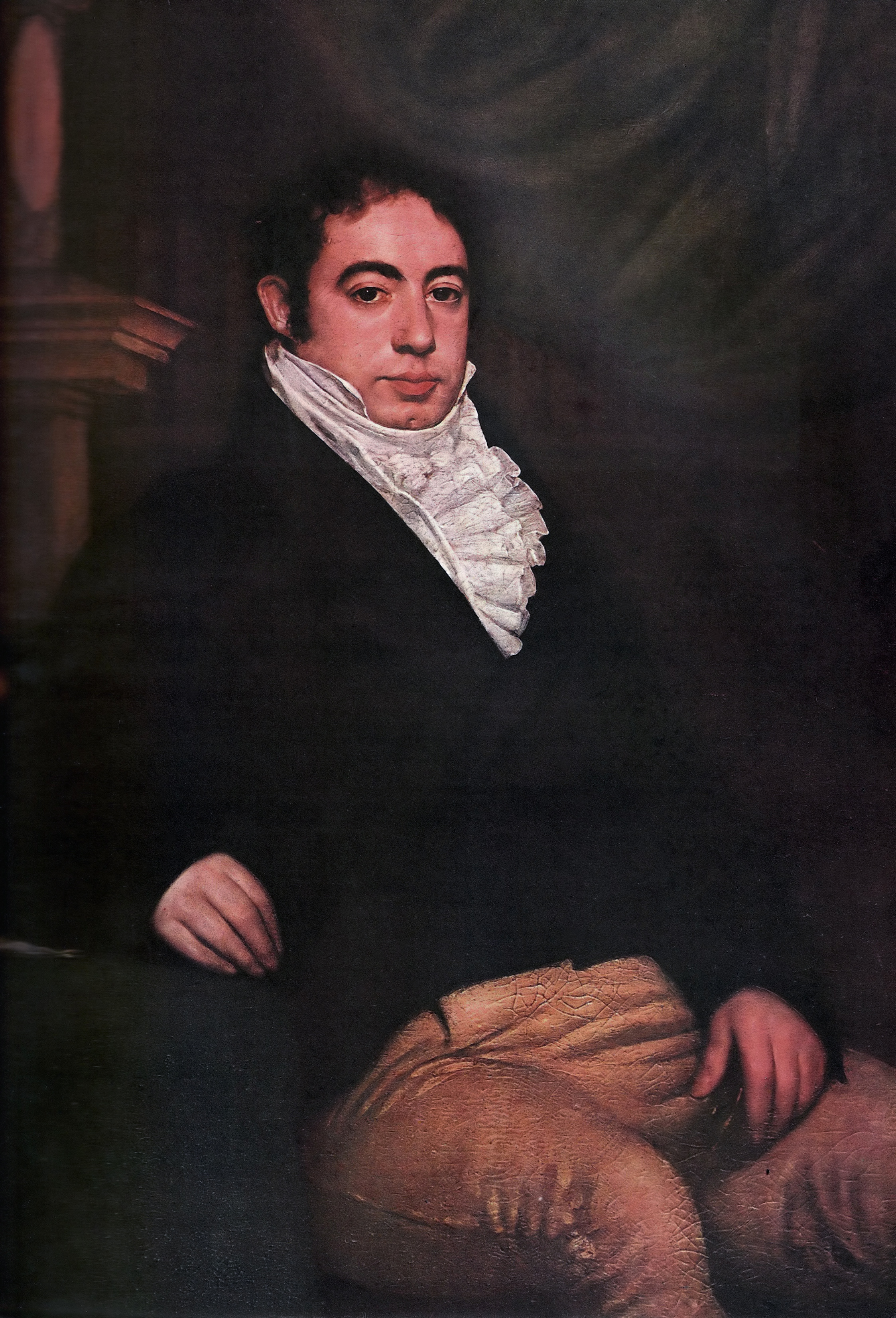
Bernardino Rivadavia va ser l'impulsor de la «Llei de Sufragi Directe», que va sancionar per primera vegada el vot directe i universal a Riu de la Plata

El dret de sufragi, en les primeres institucions polítiques de les Províncies Unides del Riu de la Plata, es va derivar dels municipis indians de l'època colonial i de la milícia, és a dir de la formació de tots els homes en edat de portar armes amb l'obligació de defensar el seu municipi. Quan el poble va irrompre en la història del Riu de la Plata ho va fer formant milícies comandades per un cap o «cabdill» (així s'anomenava el cap de les milícies en les antigues lleis espanyoles) amb els poders suficients per defensar la comunitat. «El primer dret i deure del poble és triar un Cabdill» deia l'Estatut de Santa Fe de 1819 donat per Estanislao López, quan Santa Fe era un «Poble Lliure» federat a la Lliga dels Pobles Lliures de José Gervasio Artigas.
A la regió sud dels Pobles Lliures, en el territori de Buenos Aires, el dret de sufragi va tenir una evolució històrica diferent. Amb la desaparició del Directori (com a òrgan central de govern), la desorganització, la manca de desenvolupament i protecció del comerç, i la vulnerabilitat militar de les famílies benestants de la ciutat i dels ramaders del camp, davant els pobles originaris situats a sud i els cabdills de Litoral, va portar als pobladors a constituir un estat provincial autònom. Així va sorgir la Província de Buenos Aires.
El 1820, la ciutat i els seus camps es van unir en l'anomenat «Partit de l'Ordre», establint una Sala de Representants i designant un governador que va ser alhora cap de les milícies de Buenos Aires. La situació de debilitat política local requeria d'un nou règim representatiu per legitimar el poder sorgit de la crisi de l'Anarquia de l'Any XX.
Sota les polítiques liberals del governador Martín Rodríguez es va instituir un esquema de govern representatiu basat en un sufragi ampli i directe; reestructurant l'espai polític territorial per mitjà de la participació política del camp a través del vot i suprimint els cabildos. Amb aquests mecanismes, es buscava crear una participació més vasta per evitar el triomf de faccions minoritàries que assumissin el poder i, d'altra banda, la realització d'assemblees que qüestionessin la legitimitat de les eleccions, així com de el nou poder provincial creat. La universalitat del vot es va establir sense conflicte, ja que l'elit i la classe dirigent van suposar que la seva aplicació portaria disciplina i ordre en un espai altament mobilitzat després de la independència de l'Argentina.
El gran avanç i la gran novetat del règim representatiu implantat a Buenos Aires va ser que combinava el sufragi directe al vot actiu sense restriccions. El 1821, es va sancionar la Llei de Sufragi Directe per iniciativa de Juan José Passo, Bernardino Rivadavia i Manuel García, establint que «serà directa l'elecció dels representants que han de completar la representació extraordinària i constituent», i que «tot home lliure, natural de país o aveïnat en ell, des de l'edat de vint anys o abans, si és emancipat, serà hàbil per triar». A Buenos Aires va ser un instrument de cohesió social, d'abast limitat, perquè la data i lloc de l'acte comicial van seguir sent desconeguts per la majoria de la població del camp.

### La puresa del sufragi: la Llei 140
Amb l'arribada dels nous temps, la Constitució Nacional de 1853 no va regular cap mecanisme de sufragi, i el Congrés de la Confederació Argentina va sancionar la Llei 140 de 1857 seguint la «doctrina de la puresa del sufragi» o «vot qualificat» exposat pel jurista Juan Bautista Alberdi en el seu llibre Elements de dret públic provincial per a la República Argentina de 1853:
| «                                                                                        | El sistema electoral és la clau del Govern representatiu. Triar és discernir i deliberar. La ignorància no destria, busca un tribú i pren un tirà. La misèria no delibera, es ven. Allunyar el sufragi de mans de la ignorància i la indigència és assegurar la puresa i l'encert del seu exercici. | » |
| — Juan Bautista Alberdi, Elements de dret públic provincial per a la República Argentina | |   |

Tot i que el pensament d'Alberdi va ser netament liberal, les notes característiques de la legislació electoral d'inspiració alberdiana de 1857 van ser el «vot facultatiu» (o no obligatori), personal i no secret (o públic). Les constitucions provincials van seguir el model traçat. A Mendoza (redactada per Alberdi), Córdoba, San Luis i La Rioja, el sufragi va quedar restringit als benestants, a Salta als que sabessin llegir i escriure, a Tucumán no podien votar els jornalers ni els fills de família que visquessin amb els pares. Les altres van deixar el sufragi a lleis posteriors.

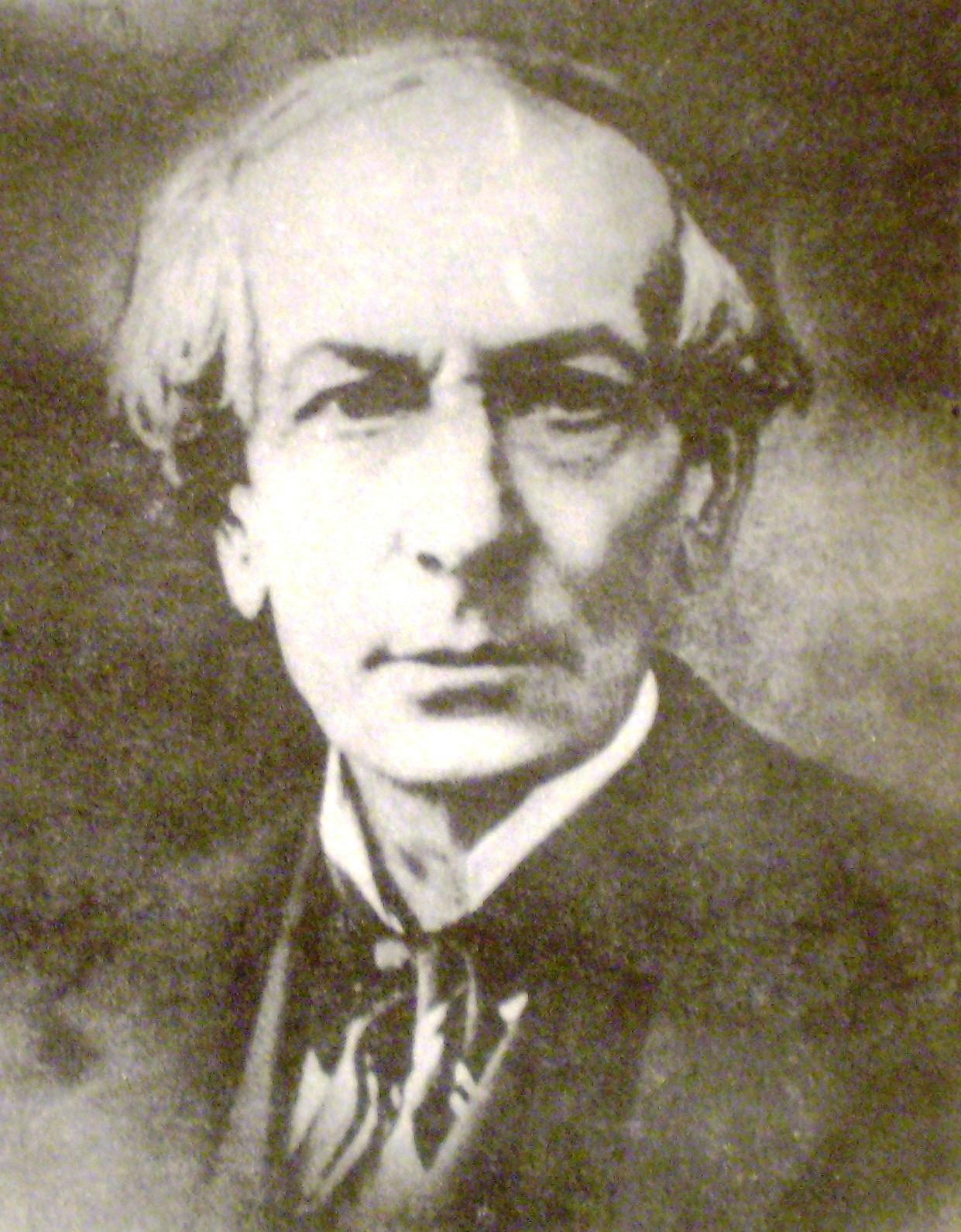
Juan B. Alberdi va ser partidari del vot qualificat, no secret i no obligatori

El sistema de la Llei 140 era deficient, discrecional i permetia l'ús de la força pública per reprimir aquells «elements indesitjables» que gosaven inscriure's en el registre cívic. Frau, manipulació i violència eren les seves notes característiques, com es desprèn de la carta del 17 de juny de 1857 de Domingo Faustino Sarmiento a Domingo de Oro, referint-se a les eleccions de Buenos Aires:
| « | Les eleccions de 1857 van ser les més lliures i més ordenades que ha presentat Amèrica. Per guanyar-les, la nostra base d'operacions ha consistit en l'audàcia i el terror, que empleats hàbilment han donat aquest resultat (de les eleccions del 29 de març). Els gautxos que es van resistir a votar pels nostres candidats van ser posats en el cep o enviats a les fronteres amb els indis i cremats els seus ranxos. Bandes de soldats armats recorrien els carrers apunyalant i perseguint als opositors. Tal va ser el terror que sembrem entre tota aquesta gent, que el dia 29 vam triomfar sense oposició. La por és una malaltia endèmica d'aquest poble. Aquesta és la palanca amb que sempre s'ha de governar als portenys, que són uns necis, fatus i ximples. | » |

Els requisits establerts en la Llei 140 per a l'emissió del vot eren: 
- Ser major de vint-anys, impedint l'emissió de el vot a tot aquell ciutadà de sexe masculí que fos sordmut; als funcionaris eclesiàstics; i tota aquella persona que no complís amb els requisits de ciutadania (article 7).
- L'elector votava per una llista de candidats i la que obtenia majoria simple de vots s'adjudicava la totalitat de les representacions (article 27).
- El vot podia emetre's en forma verbal o per escrit. Cada ciutadà votava per un nombre igual al dels Diputats designats en la convocatòria. En el cas de votar per escrit, l'autoritat de la taula llegia el vot en veu alta i escrivia en una llista o cèdula.

L'acte durava tres dies, on el primer dia, a partir de les vuit del matí, es reunien en les Esglésies les «assemblees electorals», formades pels mateixos ciutadans habilitats per votar. En aquestes assemblees es triaven a les autoritats de taula. Un cop seleccionats els ciutadans com autoritats de taula, es procedia a la votació, que durava fins a les quatre de la tarda. Els dies subsegüents, l'horari de votació s'establia entre les nou del matí i les quatre de la tarda. Finalment, l'escrutini es realitzava en les taules receptores de vots, realitzant cada dia un escrutini provisional, perquè l'últim dia es realitzés l'escrutini definitiu o general. Un cop obtingut el resultat general, era comunicat a la Legislatura Provincial, per a després ser informat a la Legislatura Nacional.
Aquesta llei va ser modificada per la Llei 207 del 1r de juliol de 1859, que va establir al país el sistema de llista completa i el vot públic, però no obligatori. Va estar vigent fins al 1912, amb la sola excepció del període comprès entre 7 de gener de 1903 i el 24 de juliol de 1905, lapse durant el qual es va aplicar l'escrutini majoritari uninominal sota la Llei 4161.
Novament, es va realitzar una modificació a la llei anterior, la Llei 75, promulgada el 13 de novembre de 1863, que determinava com havia de formar-se el registre cívic i realitzar-se les assemblees electorals. L'acte electoral es va reduir a un sol dia (art. 31). El vot s'emetia en forma pública i no obligatòria, segons el sistema de llista completa. Aquesta llei també canviava l'edat mínima per exercir el vot a majors de divuit anys, on també eren agregats requisits imposibilitatorios per sufragar. Quedaven fora de l'exercici de votar totes aquelles persones que fossin soldats, caporals i sergents de tropes de línies o que haurien d'estar enrolades en la Guàrdia Nacional, i per diferents circumstàncies no ho estaven (art. 6).
El 5 d'octubre de 1866 es va dictar la Llei 209, modificatoria de l'anterior, però no en la seva part substantiva, sinó que la reforma va referir als procediments generals per a la realització de l'acte electoral.
La Llei 623, sancionada el 18 de setembre de 1873 i promulgada quatre dies després, va disposar que el registre cívic sigui confeccionat cada quatre anys, i en cada renovació es deixaria sense efecte el registre cívic anterior (art. 2) que estaria integrat per tots els ciutadans domiciliats a la secció electoral, que ho sol·licitin personalment i que tinguin més de disset anys (art. 7). En l'estructura general, la llei guarda semblança amb la Llei 75 en el sistema d'incapacitats (art. 7), les juntes de qualificació (arts. 3, 4 i 5) encarregades de la formació del registre cívic i el mecanisme dels actes electorals.
Va eliminar el vot oral, però seguia sent públic, ja que la norma sancionada establia un registre de votants en què havia assentar-se el nom de les persones per les quals votava cada un dels inscrits que participaven de la votació. D'aquesta manera, era possible dur a l'instant l'evolució dels comicis i organitzar en conseqüència una estratègia de votació. Aquesta llei va ser modificada successivament per la Llei 893 de 16 d'octubre de 1877, Llei 1012 del 7 d'octubre de 1879, Llei 1024 de 22 de juliol de 1880, i Llei 2742 de 6 d'octubre de al 1890.
Pel que fa a sistema de representació, regia el mecanisme de «llista completa», per qual la força política amb el major nombre de vots obtenia la totalitat dels escons en disputa, tant per legisladors nacionals com per electors de president i vicepresident de la República, restringint la participació o impedint l'expressió d'una minoria política al congrés.

### El frau electoral a la literatura de finals de seglexixi principis de seglexx
La literatura costumista a l'Argentina de finals de segle xix i començaments del segle xx, va reflectir una realitat cívica que va contradir i va desafiar el contingut de les lleis vigents en matèria electoral. Entre els escriptors de moment va sobreeixir Roberto Payró, qui va descriure amb to irònic diferents modalitats del frau electoral, com ara el «vot múltiple» d'una persona o el «volcat» del padró electoral a favor de la llista oficialista. Així per exemple, en les Divertides aventures del net de Juan Moreira (1910) va explicar la història d'un provincià i la seva carrera política a base d'enganys i traïcions.
El 1908, va publicar Pago Chico (Petit Pagament), un conte conformat de petits relats irònics en un llenguatge propi de l'època, que reflecteix els costums d'un petit poblet rural de la Província de Buenos Aires (probablement Bahía Blanca) a principis del segle xx. D'allí s'extreu el següent relat:
| « | Al comici regnava, doncs, la calma més absoluta, i els pocs votants que en grups arribaven de tant en tant del comitè de la província eren rebuts i dirigits per Ferreiro, que els distribuïa en les tres taules perquè dipositessin el seu vot d'acord amb les butlletes impreses que ell mateix donava a l'arribar a l'atri. Els votants, un cop complert el seu deure cívic, es retiraven novament al comitè per canviar d'aspecte el millor possible (la disfressa solia consistir en canviar el mocador que portaven a coll, res més) i tornar deu minuts més tard a votar una altra vegada com si fossin altres ciutadans. | » |

| « | -No sé pá!, que fan incomodar aquesta gent, va exclamar un dels escortinadors. A més de incomodar-se ells ens incomoden a nosaltres, perquè ens fan perdre temps; la major part ni tan sols sap amb quin nom ha de votar. El millor és seguir copiant dret vell del padró, sense tanta història. | » |

| « | I des d'aquest moment va cessar la processó de comparsa feta a manera de les desfilades de teatre en què els que surten per una porta entren de seguida per l'altra, després de canviar de barret o de llevar-se la barba postissa. Els escortinadors van poder llavors copiar descansadamente el padró, i així ho van fer fins a l'hora de dinar. | » |

## La reforma:La Llei Sáenz Peña

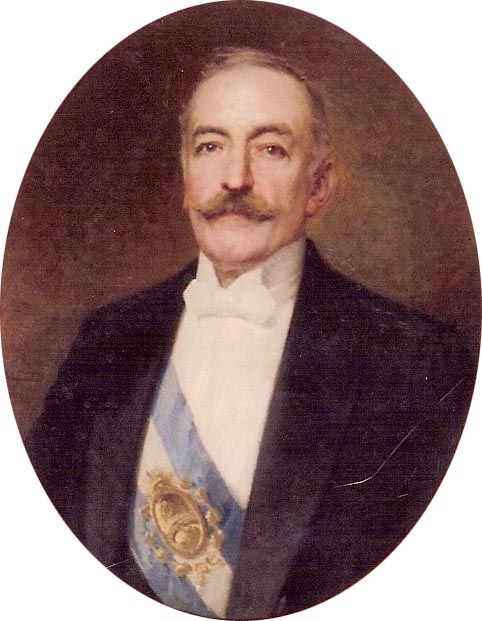
Retrat de Roque Sáenz Peña

La Revolució del 4 de febrer de 1905, encapçalada pel Coronel Daniel Fernández, tenia una sola causa: el tedi de les classes populars enfront del regnat del «frau com a mètode de supervivència del projecte establablert a la dècada del 1880». I encara que la mateixa va fracassar, com totes les rebel·lions anteriors «d'immigrants», el teixit social a la República Argentina estava trencat i només era qüestió de temps per a una nova revolució que cada vegada comptava amb més adeptes.
El 12 de març de 1906 va morir el president Manuel Quintana i el va succeir un exintegrant de l'unicat juarista: José Figueroa Alcorta. Els quatre anys i set mesos que van transcórrer fins a l'assumpció d'un nou president, van ser moments de vagues i agitació obrera, frau electoral, obstrucció legislativa al parlament argentí i la formació d'un nou partit oficial que acabaria amb la carrera política de Julio Argentino Roca: la Unió Nacional.
En aquest context, va néixer la candidatura presidencial de l'ambaixador Roque Sáenz Peña, després d'un primer intent fallit el 1892, que representava una postura de modificació del règim de sufragi i obertura política enfront de la democràcia restrictiva dels primers gairebé cinquanta anys de la República Argentina .
Amb Roque Sáenz Peña al poder es va obrir el debat. Legisladors de diferents tendències van proposar la modificació del règim de sufragi introduint la representació proporcional per ampliar les possibilitats dels partits menors o tornant a sistema de la circumscripció uninominal establert el 1903 perquè sigui l'àmbit local i no el comitè el que seleccioni als representants. La Llei 4.161 de 1903, creació de Joaquín V. González (només aplicada el 1904), establia el règim uninominal per circumscripcions combinat amb el sufragi voluntari. Els arguments giraven al voltant de que l'escrutini de llista (completa o incompleta), era la negació de govern representatiu i federal; la interposició del comitè entre l'electorat i el poble. Per contra, el representant sorgit de districte reunia la representació d'interessos dels votants i de qualitats, en tant és el personatge destacat, el «notable local».
El 1905, amb el president Manuel Quintana, es va tornar a la llista completa, en la qual cada elector (en la seva circumscripció), votava per tots els candidats del seu districte. Dos mesos després d'això es va suprimir el vot per veu, que no va ser secret, però sí escrit. L'elector havia de lliurar a la mesa electoral, en un paper escrit i doblegat, els noms de tots els candidats que votava. Òbviament això limitava el vot als alfabets, una franca minoria en aquell temps.
El 1910 es va imposar la fórmula presidencial de la Unió Nacional. El president Roque Sáenz Peña, al jurar davant el Congrés Nacional, va fixar el seu propòsit:
| « | que les minories estiguin representades i àmpliament garantides en la integritat dels seus drets. | » |

| « | Opino que hem d'aixecar un nou padró electoral, per cridar a l'acció a tots els ciutadans, procurant que tots els partits fiscalitzin la legalitat de la inscripció. El padró existent el jutjo legal, però no satisfà els partits, ni guarda proporció amb la població. Em serà grat proposar al Congrés el projecte que contingui la nova inscripció i la reforma de la llei electoral. | » |

En aquest sentit, el 27 de juliol de 1911, es va promulgar la Llei 8.130, que derogava tota la legislació anterior sobre formació del registre electoral; va disposar la confecció d'un nou padró electoral permanent, sobre la base dels padrons de l'allistament militar.
L'11 d'agost de 1911 va tenir entrada el projecte sobre reforma electoral signat pel president Roque Sáenz Peña i el seu ministre de l'Interior, Indalecio Gómez. En el seu missatge, el poder executiu assenyalava que amb la sanció de les lleis d'allistament militar i padró electoral la Nació tindria dins d'alguns mesos un cens electoral complet i cadascun dels ciutadans inscrit, un títol cívic autèntic i depurat. Garantir el sufragi i crear un veritable sufragant només podria concretar-se mitjançant la modificació del sistema electoral. Per aquest motiu es va propiciar el sistema de la llista incompleta.
La Cambra de Diputats va disposar que el projecte i el missatge passessin a estudi de la comissió d'assumptes constitucionals. Aquesta, amb algunes modificacions de forma, els va despatxar favorablement, entrant per les seves consideracions per la Cambra en la sessió del 6 de novembre de 1911. El diputat José Fonrouge va informar el despatx de Comissió, i va assenyalar que la Comissió s'havia preocupat perquè hi hagi comicis on el ciutadà podia exercitar amb veritat i llibertat seus drets polítics. Que amb aquesta finalitat havia pres per base el projecte del poder executiu (que una de les seves parts més importants estava donada pel vot obligatori), ja que declarava que el sufragi era una obligació del ciutadà. Però destacava que no hi ha despatx sobre el sistema electoral en si, reservant cada un dels membres el dret a exposar la seva opinió sobre el procediment que entenien més adequat a la Constitució i a les necessitats de país en el si de la Cambra. Per la seva banda Fonrouge va sostenir el sistema de la llista incompleta, que segons la seva opinió resultava sempre un sistema de pluralitats: s'adjudica a la primera majoria les dues terceres parts i a la segona majoria una tercera part. La «llista incompleta», és la que conté un nombre de candidats, menor que el nombre d'escons a triar. És a dir, és una llista a la qual s'ha retallat una part del que ha de contenir la «llista completa».
En el sistema de la llei nacional, un partit no pot portar-se la totalitat de la representació, perquè el vot dels electors ha estat «restringit» per la llei; ha estat «limitat». Aquesta és la síntesi de la Llei Sáenz Peña, com clarament ho va expressar a la Cambra de Diputats el seu defensor, el ministre de l'Interior Indalecio Gómez. Es preguntava el ministre si el Govern de la Nació intervindria per descompondre la màquina electoral i concloïa negativament:
| « | Ja que el mal és que aquesta màquina dona el producte de totes les diputacions, i això és el que es vol evitar, fem doncs que no produeixi totes, que produeixi només una part. L'altra es deixa als partits que no formen part de la màquina ... | » |

Després del diputat Fonrouge, el va seguir en l'ús de la paraula el diputat Marco Aurelio Avellaneda, qui es va oposar al projecte perquè atemptava contra l'ordre constitucional i democràtic, dividint i anarquizant els partits polítics, ja que tendia a afavorir al radicalisme:
| « | El que el poder executiu ens proposa no és un sistema; és un mer arbitri ideat per donar representació a una minoria, no a les minories. És una limitació que la llei imposa a les facultats del votant. Es vol contemporitzar amb les oposicions d'algunes províncies; lliurar una oferta de pau a un partit que viu eternament conspirant. | » |

El diputat Manuel Augusto Montes de Oca va defensar la constitucionalitat de sistema proporcional adoptat en el projecte oficial. Va manifestar:
| « | L'article 37, estableix tres regles primordials de sistema electoral. Són els tres temes i no sistemes a què ha al·ludit el senyor ministre. Primera, la representació directa; segona, la divisió de la República en districtes; tercera, l'elecció a simple pluralitat. (...) Tots els sistemes electorals que avui debaten la seva primacia en el món de la ciència caben dins dels dos primers conceptes constitucionals que acabo d'enunciar. El punt a esbrinar és si aquests règims caben dins la frase «a simple pluralitat» ... no tinc cap dubte a contestar en sentit afirmatiu. Pel sistema de la «llista incompleta», no es faculta l'elector a donar el seu vot, sinó per un nombre menor de candidats a triar pel districte. I aquest sistema cap dins de l'article 37, com cal el sistema proporcional, que al meu concepte podria establir des de ja, si es cregués que ell s'adapta a les exigències veritables de la societat argentina. No hi ha cap regla que prohibeixi a Congrés legislar aquesta matèria en la forma que ho aconsellin i imposin les conveniències de la Nació. Jo votaré, encara que em quedi sol, pel sistema proporcional, la constitucionalitat de la qual acabo de sostenir. | » |

El diputat Horacio C. Varela, es va oposar al sistema de la llista incompleta i va proposar, en substitució, el de «circumscripcions uninominals» de 1902. La minoria de la Comissió de Negocis Constitucionals va presentar un projecte que proposava el «vot uninominal». No obstant això, al desenvolupar-se la discussió, els que donaven suport el sistema de llista incompleta van argumentar, entre altres coses que, per ser llista, agrupa al seu voltant voluntats i activitats, i que a l'agrupar-les contribueix en aquesta forma a donar organització als partits polítics, que era un dels fins perseguits pel Poder executiu. D'aquesta manera, proveeix al fet que les minories estiguin representades, no per individus aïllats (com pot ocórrer amb el sistema de circumscripcions) sinó per veritables col·lectivitats.
El diputat Julio Argentino Pascual Roca va sostenir que l'imperi del règim de la majoria era l'expressió primària de sistema electoral argentí implantat per la Constitució. Però això no es va assolir materialitzar ni amb el sistema de llista completa ni amb el de llista incompleta contingut en el projecte, sinó únicament amb el sistema de circumscripció uninominal.
El diputat Gaspar Ferrer es va oposar al projecte amb fonament en la inconstitucionalitat que li va atribuir. A més de les consideracions ja abocades al voltant de l'abast de l'article 37 abans esmentat, va considerar que fer obligatori el sufragi és violentar la Constitució, que en cap de les seves clàusules manava als ciutadans concórrer als actes electorals.
Julio A. Costa va afirmar a la Cambra de Diputats de la Nació pel que fa a la «llista completa» que faltarien tots els partits menys un: «El Poder executiu ens proposa la llista incompleta que, en una aplicació ideal i perfecta, vindria a Congrés la majoria mutilada en un terç». Es preguntava en quina condició quedarien els altres partits. I es responia: «En la condició d'exclosos amb el que no haurien canviat els termes del problema que generava el sistema de llista completa (exclusió), és a dir l'abstenció i les conspiracions».
El 24 de novembre de 1911 es va aprovar el projecte del Poder executiu en general per 49 vots contra 32. El seu tractament en particular va concloure el 20 de desembre de 1911 i la Cambra de Diputats va rebutjar per 344 vots contra 32 l'establiment del vot obligatori contingut en l'article 6 del projecte. Va passar per al seu tractament al Senat, ingressant en la sessió del 26 de desembre de 1911. Amb despatx de la Comissió d'Afers Constitucionals, va iniciar la seva consideració en la reunió del 30 de gener de 1912, sent aprovada el 7 de febrer. Com la Cambra de Senadors va aprovar l'obligatorietat del vot i va introduir algunes reformes de detall al projecte de llei, va passar a la Cambra de Diputats, sent sancionada el 10 de febrer i promulgada tres dies després, el 13 de febrer de 1912, amb el nom de Llei 8.871. Es va incorporar d'aquesta manera al mecanisme institucional de país el sufragi universal i igual, obligatori i secret per a tots els argentins majors de 18 anys, i el sistema de llista incompleta ..

## El sistema de laLlei Sáenz Peña
La Llei Sáenz Peña o Llei 8.871, publicada al Butlletí Oficial de la República Argentina el 26 de març de 1912, va establir la llista incompleta combinada amb el secret i l'obligatorietat del sufragi i el mecanisme plurinominal. Encara que seguia sent exclusiu per argentins, nadius i naturalitzats, majors a 18 anys. Aquests són alguns dels articles més importants de la llei:
- Art. 1. Són electors nacionals els ciutadans nadius i els naturalitzats des dels divuit anys complerts d'edat, sempre que estiguin inscrits uns i altres en el padró electoral.
- Art. 2. Estan exclosos els dements declarats en judici. Per raó del seu estat i condició: els eclesiàstics i regulars, els soldats, caporals i sergents de l'exèrcit permanent, els detinguts per jutge competent mentre no recuperin la seva llibertat, els dements i captaires, mentre estiguin reclosos en asils públics. Per raó de la seva indignitat: els reincidents condemnats per delicte contra la propietat, durant cinc anys després de la sentència.
- Art. 5. El sufragi és individual, i cap autoritat, ni persona, ni corporació, ni partit o agrupació política pot obligar l'elector a votar en grups, de qualsevol naturalesa o denominació que sigui.
- Art. 6. Tot elector té el deure de votar en totes les eleccions nacionals que siguin convocades en el seu districte.
- Art. 7. Queden exempts d'aquesta obligació (de votar) els electors majors de 70 anys.
- Art. 39. Si la identitat (de l'elector) no és impugnada, el president del comici lliurarà a l'elector un sobre obert i buit, signat a l'acte per ell de la seva pròpia mà, i el convidarà a passar a una habitació contigua a tancar el seu vot en aquest sobre.
- Art. 41. L'habitació on els electors passen a tancar el seu vot en el sobre no pot tenir més que una porta utilitzable, no ha de tenir finestres i estarà il·luminada artificialment en cas necessari.

## Legislació posterior i reformes
En el període que va des de 1912 fins a 1930, es van introduir reformes legislatives, que no van modificar substancialment el sistema de la Llei 8.871:
- Lley 9.147 de 1913.
- Lley 10.267 de 1917.
- Lley 10.269 de 1917.
- Lley 11.050 de 1920.
- Lley 11.387 de 1926..